# محمد حمود الفجي
محمد حمود زامل الفجي  (1940 - 2 يونيو 2025)، سياسي ورجل أعمال كويتي ونائب سابق في مجلس الأمة الكويتي، شارك في انتخابات المجلس في الفصل التشريعي العاشر عام 2003 وفاز بالعضوية عن الدائرة السادس عشر - العمرية - وحصل علي (2268) صوت، وجاء بالمركز الثاني، وعضو مجلس إدارة غرفة تجارة وصناعة الكويت منذ عام 1992.

## مواقفه في مجلس الأمة
| الكتل                                                    | مستقل                        |
| اللجان                                                   | لجنة الشؤون الداخلية والدفاع |
| إحالة قانون الدوائر إلى عشر إلى المحكمة الدستورية (2006) | موافق                        |
| تقليص الدوائر إلى خمس (2006)                             | ضد تقليص الدوائر إلى خمس     |
| حقوق المرأة السياسية (2005)                              | رافض القانون                 |
| طلب طرح الثقة بالجارالله (2005)                          | لا موقف رسمي                 |
| طرح الثقة بالنوري (2004)                                 | معارض لطرح الثقة             |